# Katedra Świętego Maurycego i Świętej Katarzyny
Katedra Świętego Maurycego i Świętej Katarzyny (niem. Dom St. Mauritius und St. Katharina zu Magdeburg) – kościół katedralny, usytuowany przy placu Katedralnym (Domplatz), w południowej części historycznego centrum miasta Magdeburga (Saksonia-Anhalt, Niemcy). Jej dzieje sięgają początków założonego w 968 przez cesarza Ottona I arcybiskupstwa magdeburskiego w celu umocnienia wschodnich posiadłości Świętego Cesarstwa (Rzeszy) i prowadzenia misji i chrystianizacji Słowian połabskich. Obecną gotycka świątynię wzniesiono w latach 1209–1520, zachowano w niej fragmenty dawnej świątyni. Katedra jest dedykowana św. Katarzynie Aleksandryjskiej i św. Maurycemu. Do XVI w. stanowiła także ważne miejsce pielgrzymkowe do relikwii świętego Maurycego – jednego z patronów Rzeszy. Od reformacji świątynia należy do luteran, jest jedną z ważniejszych siedzib Niemieckiego Kościoła Ewangelickiego (Evangelische Kirche in Deutschland, EKD). Jedno z pierwszych dzieł architektury gotyckiej w Niemczech, łączącej cechy miejscowej tradycji budowlanej z francuskim gotykiem katedralnym. Pomimo burzliwej historii i wojennych zawieruch katedra magdeburska zachowała wiele bezcennych dzieł sztuki przede wszystkim dzieła romańskiej i gotyckiej rzeźby, w tym figury patronów katedry w prezbiterium, tzw. Portal Rajski, posągi Ottona I i Edyty w kaplicy Grobu Pańskiego. Ponadto znajdują się wewnątrz cenne dzieła nowożytne, związane ściśle z luterańskim środowiskiem artystycznym takie jak manierystyczna ambona i wielki zespół epitafiów z XVI–XVIII w. Miejsce pochówku cesarza Ottona I.

## Dzieje
Obecna katedra jest drugą świątynią powstała na tym miejscu. Na miejscu zniszczonej w 1207 r. przez pożar świątyni wczesnoromańskiej powstała obecna gotycka katedra ukończona w roku 1520, trzy lata po wybuchu reformacji w Niemczech (95 tez Lutra).

### Średniowiecze
Początki dziejów magdeburskiej świątyni są ściśle związane z umocnieniem chrześcijaństwa na północno-wschodnich obszarach Rzeszy. Na wschód od Łaby zamieszkiwali pogańscy Słowianie, stąd też chrystianizowanie tych obszarów było ważną kwestią w polityce ówczesnych duchownych i władzy świeckiej. O ile zachodnie krainy Rzeszy posiadały potężne ośrodki zarówno kultu religijnego i silnie rozbudowany aparat władzy kościelnej (arcybiskupstwa Trewiru, Moguncji i Kolonii) których hierarchowie obok cesarza kontynuowali wznowioną przez Karola Wielkiego tradycję Cesarstwa rzymskiego. Ponadto kluczową rolę odgrywały opactwa zakonne, spośród których wyróżniał się klasztor w Corvey w Dolnej Saksonii; mnisi prowadzili szeroką działalność misyjną, ich celem było nie tylko Połabie, ale także Skandynawia i Ruś. Najdalej wysuniętym ośrodkiem biskupim na wschód był Halberstadt, podlegający arcybiskupowi mogunckiemu. Po objęciu władzy cesarskiej przez Ottona I Magdeburg stał się potężnym ośrodkiem politycznym i religijnym, którego strefa wpływów objęła wschodnie tereny Rzeszy. Cesarz złożył prośbę o założenie arcybiskupstwa podczas koronacji na cesarza w Rzymie (2 lutego 962), na którą papież Jan XII wyraził zgodę. Przeciwko był metropolita Moguncji. Ostatecznie arcybiskupstwo magdeburskie założono w 968 r. Przypisano do niego dwa istniejące biskupstwa wieleckie (odebrane arcybiskupowi Moguncji: w Brennie i Hobolinie) oraz powołano trzy nowe biskupstwa: w Miśni, Żytycach i Merseburgu.

#### Katedra ottońska

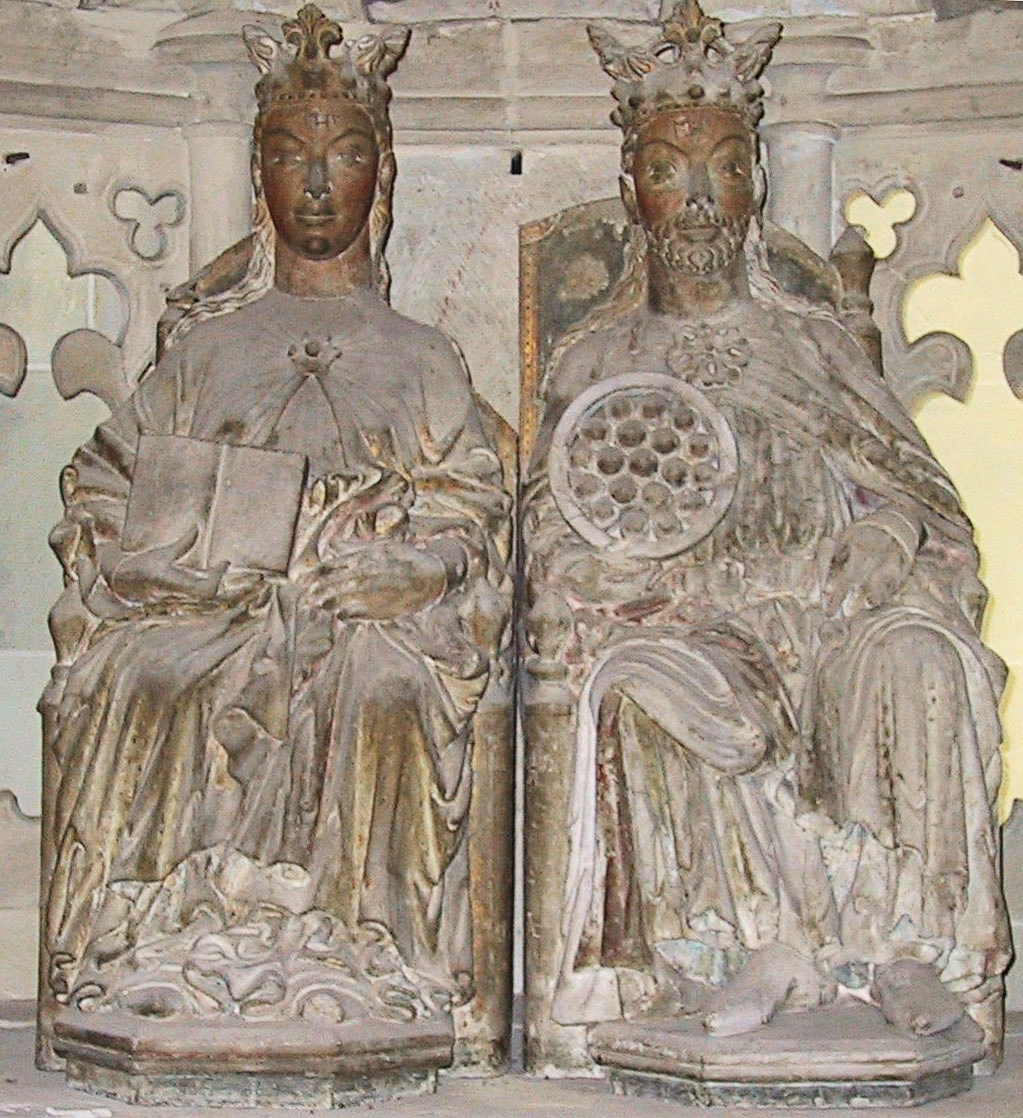
Gotyckie figury w kaplicy Grobu Pańskiego w nawie głównej

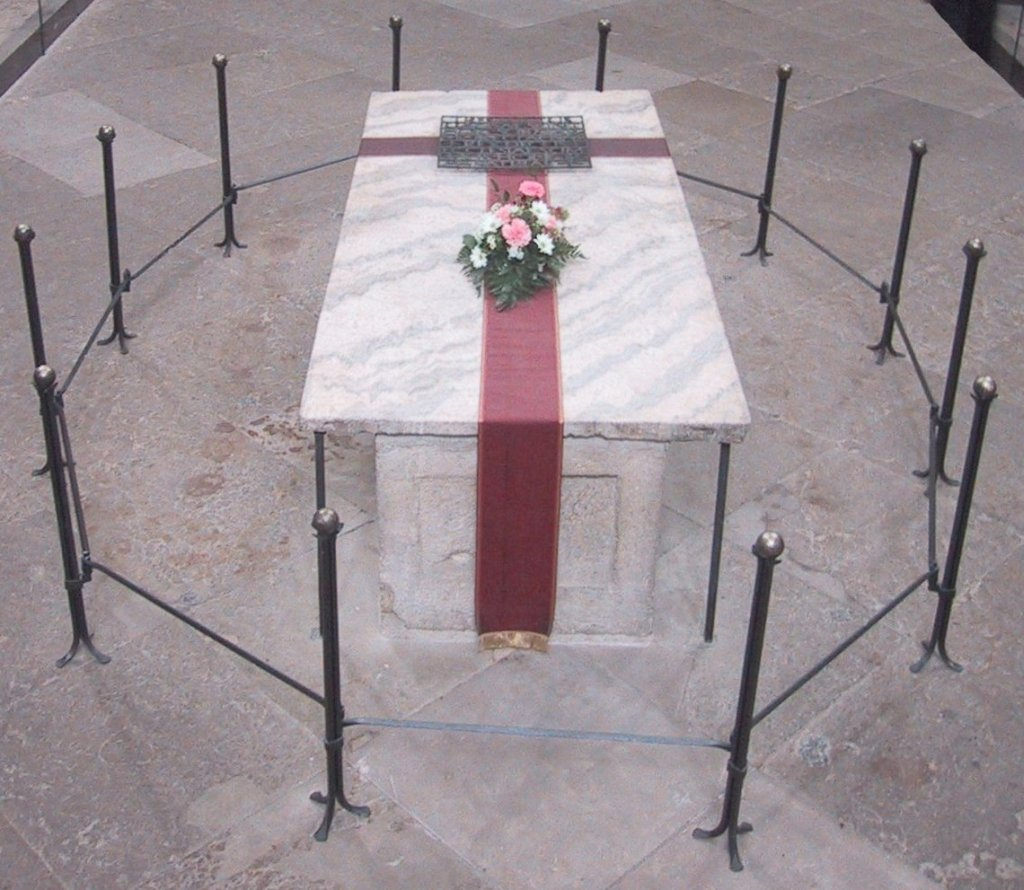
Grobowiec Ottona I

Początki dziejów katedry magdeburskiej sięgają X wieku. Dnia 21 września 937 cesarz Otton I wystawił akt fundacyjny na budowę opactwa wzniesionego na terenie obecnej katedry. Świątynię poświęcono świętemu Maurycemu, jednemu z najważniejszych patronów cesarstwa. Katedra była także ideowym odzwierciedleniem potęgi politycznej Ottona, który wkrótce w bitwie na Lechowym Polu w 955, zwyciężył nad Węgrami. Cesarz zlecił aby świątynię konsekrować przed jego koronacją cesarską w dniu 2 lutego, 962. W celu podkreślenia ideowych treści katedry cesarz sprowadził z Włoch spolia – przede wszystkim fragmenty kolumn (gł. kapitele i marmurowe trzony) pochodzące z czasów antycznych, nie przypadkowo – z okresu świetności Cesarstwa rzymskiego. Podkreślało to Ottona jako sukcesora dawnego cesarstwa i ideę Rzeszy jako Weströmisches Reich. Spolia te zostały wmurowane w bryłę katedry i zdobiły wnętrze. W celu wzmocnienia znaczenia tych szczątków wewnątrz kolumn umieszczono sprowadzone z Rzymu relikwie, w większości nieznanych świętych. Dawny kościół był prawdopodobnie pięcionawowy z wyższą nawą główną, miał szerokość 41 metrów i długość ok. 80 metrów. Relikty dawnej świątyni odkryto w maju 2003 r.
Pierwsza żona Ottona, królowa Edyta została pochowana w katedrze po śmierci w 946. W 955 powiększono kościół, który wówczas otrzymał godność katedry. W 968, Otton I obrał Magdeburg jako siedzibę archidiecezji Pierwszym arcybiskupem został Adalbert z Trewiru. Założenie w Magdeburgu arcybiskupstwa wiązało się z umocnieniem chrześcijaństwa na wschodnich terenach Rzeszy i prowadzenia działalności misyjnej wśród Słowian połabskich. Realizacja planu misji, które docierały aż do terenów dzisiejszej Słowacji zakończyła się fiaskiem. Wkrótce, bo w 973 w Memleben zmarł cesarz Otton I, który został pochowany w katedrze magdeburskiej, obok żony Edyty.

#### Budowa obecnej katedry

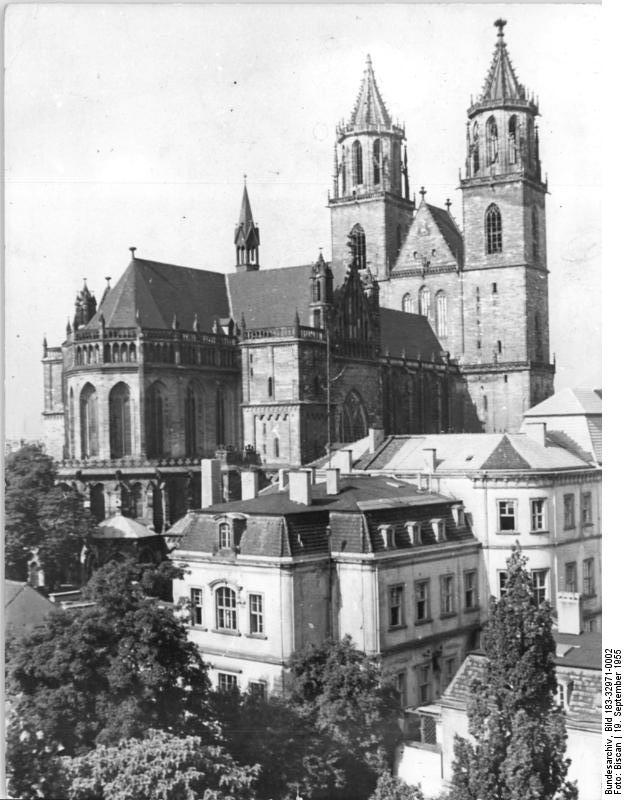
Widok katedry od strony północno-wschodniej

W Wielki Piątek 1207 roku katedra spłonęła podczas wielkiego pożaru Magdeburga. Ówczesny arcybiskup Albrecht II von Kefernburg mimo sprzeciwu mieszkańców Magdeburga wydał decyzję całkowitego zburzenia pozostałości ottońskiej katedry i postawienia na jej miejscu nowej świątyni. Ten biegły duchowny kształcił się m.in. we Francji i Włoszech, stąd też zaznajomił się z architekturą gotycką, która szczególnie rozwinęła się we Francji, jednakże jeszcze nie była preferowana w Rzeszy. W efekcie podjęto wzniesienie katedry zgodnie z nowym stylem. Ze starej świątyni zachowano jedynie południowy mur krużganku oraz części z dawnej świątyni w tym spolia, figury patronów katedry oraz podziemia dawnych wschodnich wież, gdzie został pochowany Otton I i jego żona Edyta. Pozostałości romańskiej krypty odkryto w maju 2003. W pożarze w 1207 spłonęło także cesarskie palatium (Kaiserpfalz) znajdujące się na placu przed katedrą zwanym Nowym Rynkiem (Neuer Markt). Relikty domniemanego palatium zostały odkryte w latach 60. XX w.
Obecną budowlę zaczęto budować od prezbiterium w 1209 r. Po śmierci arcybiskupa von Keffenberga w latach 1335–1360 budowę patronował jego następca Wilibrand. Uznaje się tę katedrę za pierwsze w Rzeszy dzieło, które zostało wzniesione na schemacie francuskiego gotyku katedralnego. Zastosowano w niej nieznany dotąd w Niemczech chór z ambitem i wieńcem kaplic. Inaczej została wzniesiona część wschodnia od zewnątrz, zrezygnowano tutaj z francuskiego systemu konstrukcyjnego i dekoracji (przypory, łuki odporowe itp.), na rzecz tradycyjnych form nawiązujących do późnoromańskich kościołów. Przy ścianach empory, zbudowanej około 1230, tuż nad ambitem, w tzw. bischofsgangu – ganku biskupiego, zostały wbudowane przywiezione przez Ottona I z Włoch spolia zaś w absydzie chóru na wysokości korytarza biskupiego wstawiono monumentalne rzeźby pochodzące z poprzedniej romańskiej katedry. Korpus nawowy także zdradza wpływy gotyku francuskiego (przede wszystkim architektura wnętrza), aczkolwiek tak jak w pozostałych partiach, i tu można dostrzec późnoromańskie tradycje budowania, wywodzące się głównie z takich regionów, jak Nadrenia i Saksonia (np. elewacja nawy północnej).
W roku 1274 nastąpił zastój w budowie świątyni. W roku 1325, arcybiskup Burchard III ze Schraplau został zamordowany przez magdeburczyków, którym wcześniej narzucił bardzo wysokie podatki. Według tradycji podatki dotknęły szczególnie miejscowy browar. W konsekwencji władze miasta zostały skazane na banicję. Pierwsza konsekracja katedry miała miejsce w 1363, poświęcenia dokonał arcybiskup Otto z Hesji, który był także fundatorem pięciu ołtarzy.
Pomimo to, po raz kolejny prace budowlane nie były kontynuowane, znaczna część katedry była wzniesiona w sposób prowizoryczny. Wznowienie prac miało miejsce w 1477 za panowania arcybiskupa Ernesta Wettina, faza ta objęła wzniesienie masywu wieżowego (z dwoma wieżami). Prace prowadził Bastian Binder, jedyny spośród budowniczych i architektów katedry który znany jest z imienia. Obecny kształt uzyskała ostatecznie w 1520 roku.

### Czasy nowożytne

#### Reformacja

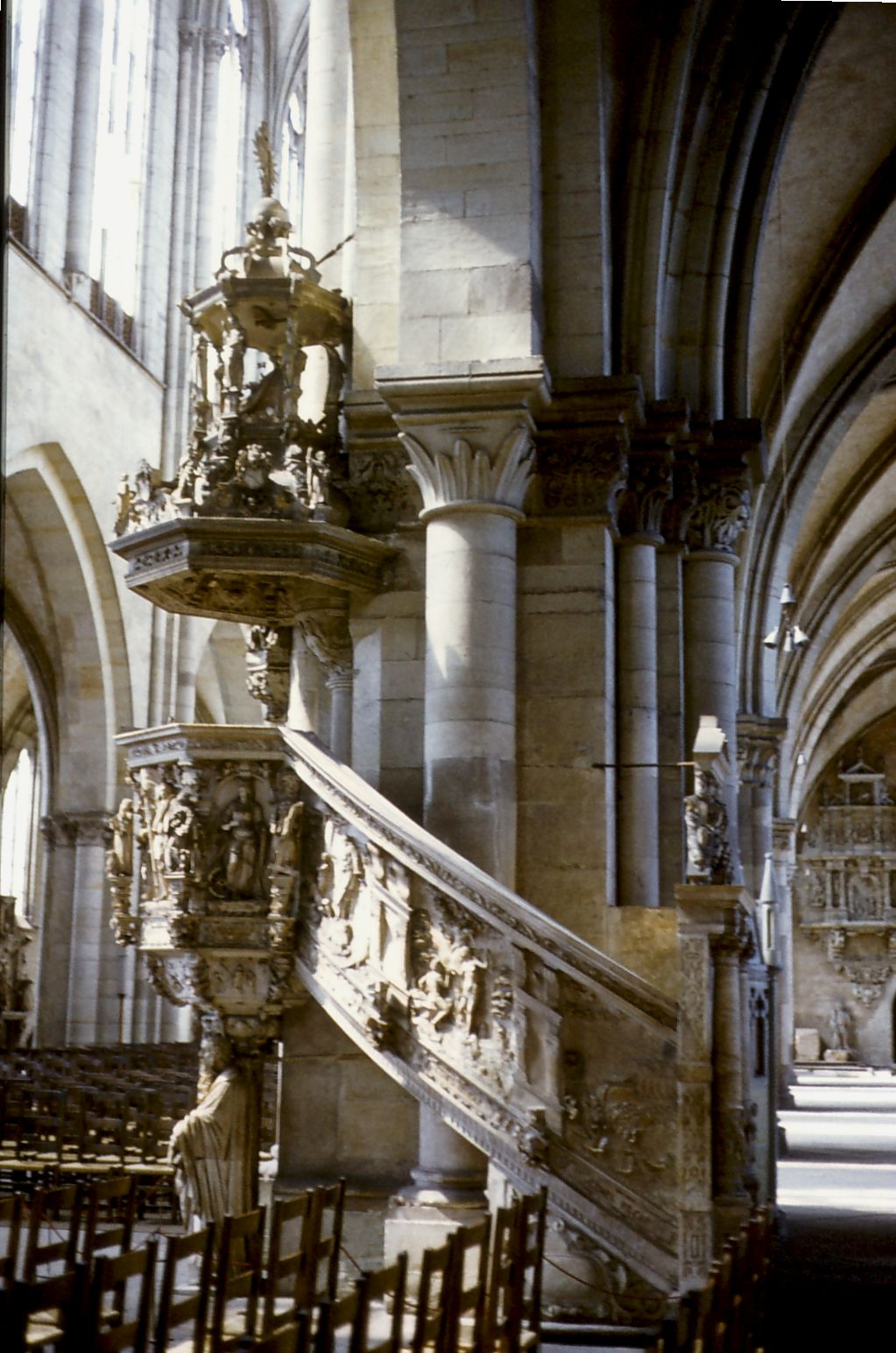
Fragment wnętrza z amboną

Okres nowożytny otwiera burzliwe dzieje katedry. Podczas gdy jeszcze wznoszono katedrę, w pobliskiej Wittenberdze 31 października 1517 Marcin Luter publikuje swoje 95 tez. Data ta zapoczątkowała okres reformacji w Niemczech, która obejmuje także Magdeburg. Luter prowadził działalność kaznodziejską w magdeburskiej katedrze, co spowodowało rozkwit luteranizmu wśród ludności miasta, większość kościołów przyjęło nową myśl chrześcijaństwa. Ówczesny arcybiskup Magdeburga, który pełnił podobny urząd w Moguncji Albrecht von Brandenburg zarządzał katedrą do jego śmierci w 1545. Skarbiec katedralny przeniesiono do Aschaffenburga (w wojnie trzydziestoletniej został złupiony przez Szwedów). W katedrę przejęli luteranie. Pierwszym pastorem i kaznodzieją katedry został teolog Siegfried Sack. Roku 1567, w pierwszą niedzielę adwentu w katedrze odprawiono pierwsze nabożeństwo. Miasto stało się wielkim ośrodkiem luteranizmu nie tylko od strony religijnej, ale także politycznej i kulturalnej.

#### Wojna trzydziestoletnia
W 1631, podczas wojny trzydziestoletniej (1618–1648) wojska cesarskie pod dowództwem Johana von Tilly i Gottfrieda Heinricha von Pappenheima zdobyły Magdeburg, powodując wielkie zniszczenia miasta i straszliwą rzeź ludności cywilnej, także w katedrze, pomimo interwencji ówczesnego pastora Reinharda Bake, wymordowano mieszkańców którzy się schronili w katedrze, zanotowano liczne gwałty i splądrowanie wnętrza (m.in. zniszczono witraże). Z 4000 osób ocalała niewielka garstka (W całym mieście z 30 000 ocalało 5000 mieszkańców). Katedra stała się ponownie kościołem katolickim, aż do zakończenia wojny. Magdeburg stał się częścią Brandenburgii i został przebudowany na twierdzę. Katedra stała się ponownie świątynią luterańską. Jeszcze przed wojną otrzymała monumentalną ambonę, przez cała nowożytność wnętrze stopniowo wzbogacało się o rzeźbione epitafia.

### XIX i XX wiek

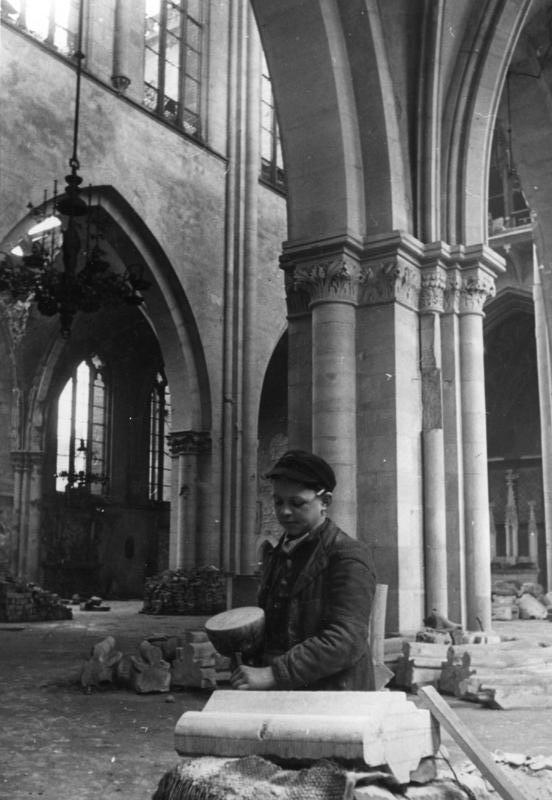
Prace przy odbudowie wnętrza katedry

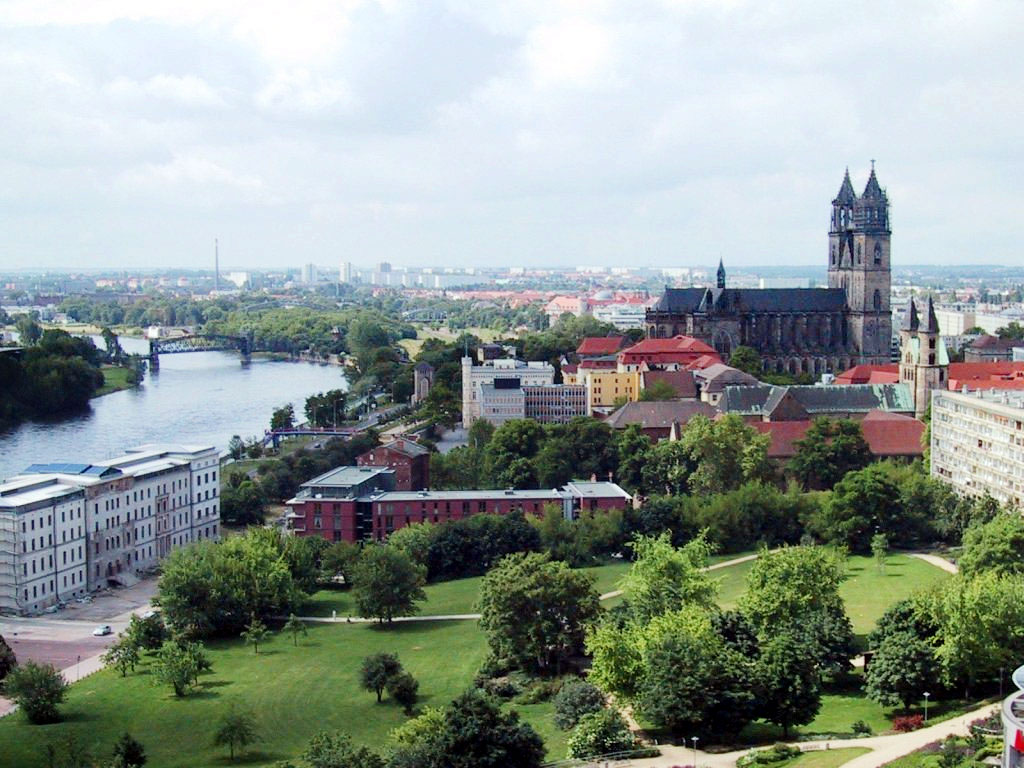
Współczesny widok katedry z otoczeniem

W 1806 do Magdeburga wkroczyła armia Napoleona, zaś katedrę zamieniono w magazyn, ponadto znajdowała się wewnątrz stajnia dla koni na wirydarzu urządzono zagrodę dla owiec. Okupacja miasta zakończyła się w 1814. W latach 1826–1834 dokonano gruntownej renowacji katedry, finansował ją sam król Fryderyk Wilhelm III.
Podczas I wojny światowej Magdeburg był poza linią frontu, niemniej w katedrze urządzono mogiłę zbiorową ofiar walk wojennych, która w 1929 została ozdobiona pomnikiem wykonanym przez Ernsta Barlacha, o dramatycznej i antywojennej wymowie. Lata II wojny światowej przyniosły poważne zniszczenia powstałe w wyniku dywanowych nalotów alianckich, szczególnie 16 stycznia 1945 kiedy to centrum Magdeburga zostało niemal całkowicie zniszczone. W przypadku katedry największe uszkodzenia miały miejsce w części zachodniej spłonęły dawne organy, ponadto runęła część sklepień. Katedra jednak nie podzieliła losu miasta, interwencja straży pożarnej która ugasiła płonące dachy i wnętrze ocaliła od strat większość gotyckiej struktury i najcenniejsze dzieła sztuki. Odbudowaną katedrę otwarto ponownie w 1955, zaś w 1969 r. zainstalowano małe, prototypowe organy.
Wraz z powstaniem komunistycznej Niemieckiej Republiki Demokratycznej w 1949, kiedy to Magdeburg został objęty kontrolą Związku Radzieckiego planowano laicyzację gminy katedralnej. Próby pozbawienia z kościoła funkcji religijnych zakończyły się fiaskiem, co więcej świątynia stała się głównym kościołem luterańskiej Prowincji Saksonia (Evangelische Kirche der Kirchenprovinz Sachsen) Świątynia była jednym z ośrodków oporu przeciwko reżimowi, stanowiła punkt wyjścia demonstracji w 1989 znanych jako Demonstracje Poniedziałkowe (Montagsdemonstrationen) organizowanych przez opozycję w celu zmian politycznych i zjednoczenia Niemiec. Wcześniej, w 1983 r. przeprowadzono remont świątyni. Po zjednoczeniu Niemiec podjęto w katedrze kolejne inwestycje.
W 1990, po raz pierwszy we wschodnich Niemczech zainstalowano na dachu katedry ogniwa słoneczne. Największa wydajność ogniw wynosi 418 watów. Dzięki temu wnętrze kościoła jest oświetlane z niezależnych od miejscowej elektrowni źródeł. W roku 2004, założono fundację na budowę nowych wielkich organów, którą podjęto w 1997. Fundacja zebrała ponad 2 miliony euro. Instrument wykonała firma Alexander Schuke Potsdam Orgelbau z Poczdamu, organy ważą 36 ton, posiada 93 registrów 5000 piszczałek. Budowa organów trwała do 2007 r.

## Architektura kościoła

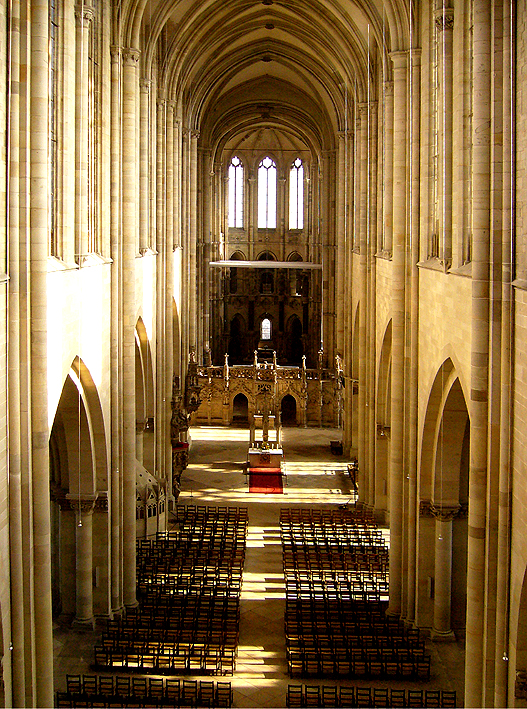
Wnętrze Katedry

Zbudowany niemal w całości z kamienia zespół katedralny tworzy katedra i przylegający od południa zespół zabudowań monasterium kanonickiego, skupiony wokół czworobocznego wirydarza.
Katedra to gotycka trójnawowa bazylika, orientowana, składa się z wielobocznie zamkniętego dwuprzęsłowego prezbiterium z obejściem, ponad którym znajduje się górny ambit – korytarz biskupi (który swoją strukturą przypomina empory), transeptem i pięcioprzęsłowym korpusem nawowym zamkniętym masywem wieżowym.
Wszystkie niemal partie kościoła nakrywa sklepienie krzyżowo-żebrowe wsparte na smukłych służkach, z których co druga przylega do masywnych arkad międzynawowych, przez co każde przęsło w korpusie nawowym składa się z dwóch części. Od strony zewnętrznej występuje różnica między strukturze części nawowej a prezbiterium. Przylegające do ambitu kaplice, empora i ściany prezbiterium zwieńczone malowniczym fryzem arkadowym są pozbawione łuków oporowych, typowych dla katedr francuskich, przez co podział kondygnacji jest bardzo czytelny. Poszczególne przęsła naw bocznych są nakryte osobnymi dachami. Malowniczości elewacji korpusu nawowego dodają wimpergi, wieńczące poszczególne przęsło, co więcej, każda wimperga jest ozdobiona inną dekoracją kamienną. Główne wejście, od strony zachodniej, poprzedzone jest reprezentacyjnym XV-wiecznym portalem zwieńczonym strzelistą, trójkątną wimpergą, a wśród dekoracji figuralnej (święci, patroni katedry) centralne miejsce zajmuje rzeźba Ottona I.
Do katedry od strony południowej przylegają zabudowania dawnego monasterium kanonickiego.
W całości zachowały się gotyckie krużganki, najstarsze, południowe skrzydło jest z XII w., pozostałe dobudowano w następnym stuleciu. Forma architektoniczna jest zbliżona do średniowiecznych zabudowań klasztornych; zwłaszcza na terenie zachodniej Europy utrwaliła się w średniowieczu tradycja architektury o monastycznym charakterze także przy kościołach katedralnych. W skład zabudowań monasterium przy magdeburskiej katedry prócz krużganku wchodzą m.in. kapitularz i refektarz.

## Rzeźba
Katedra magdeburska kryje cenny zespół dzieł rzeźby gotyckiej, zarówno jak monumentalnej jak architektonicznej, z XII-XVI w.

### Rzeźba architektoniczna
Architektura wnętrza oraz elewacji katedry jest bogata w elementy takie jak wsporniki, zworniki, oraz kapitele kolumn, liczne elementy detalu (XII-XV w.). Na kapitelach przeważają elementy ornamentalne, najczęściej z motywem charakterystycznej dla sztuki romańskiej plecionki. Motywy roślinne cechuje silna stylizacja. Oprócz elementów ornamentalnych zoomorficznych i fitomorficznych (roślinnych) pojawiają się przedstawienia figuralne. Wśród nich wyróżnia się znajdujący się w ganku biskupim wspornik przedstawiający mężczyznę dźwigającego sklepienie – jest to najprawdopodobniej wizerunek architekta – jednego z twórców prezbiterium. W średniowieczu architekt otrzymywał liczne przywileje, jak i do strony władz kościelnych, jak świeckich (np. twórca korpusu nawowego kościoła w Saint-Denis pod Paryżem – Piotr) dlatego twórca został sportretowany w uprzywilejowanym miejscu katedry.

### Rzeźby w prezbiterium

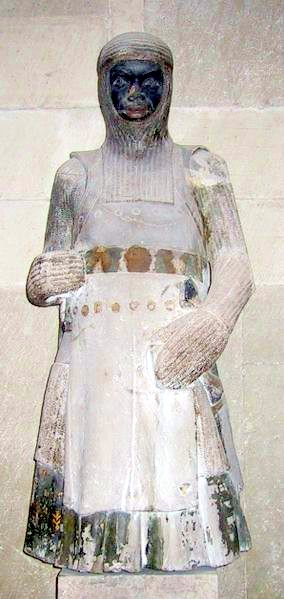
Święty Maurycy

Najstarszymi, zachowanymi w katedrze rzeźbami figuralnymi jest zespół figur pochodzących z wcześniejszej katedry ottońskiej w latach 40. XIII wtórnie ustawionych w gotyckim prezbiterium. Stanowią one tzw. drugie spolia. Wcześniej najprawdopodobniej zdobiły nieistniejący portal zachodni. Wysoko, na narożach ścian absydy znajdują się ponadnaturalnej wielkości rzeźby przedstawiających świętych (Andrzeja, Piotra, Pawła, Jana Chrzciciela, Maurycego oraz Innocentego). Mamy do czynienia z pełni świadomym doborem świętych, wyróżniono na głównej osi świętych Piotra i Pawła – głównych twórców Kościoła katolickiego co miało oznaczać aspekt apostolski arcybiskupstwa Magdeburga, zatwierdzonego przez papieża. Podobne znaczenie ma figura św. Innocentego. Obecność Jana Chrzciciela ma związek z drugim charakterem arcybiskupstwa – misyjnym. Głównym celem założonego przez Ottona I siedziby arcybiskupstwa w Magdeburgu było szerzenie chrześcijaństwa wśród Słowian, stąd został jednocześnie podkreślony aspekt sakramentalny, z uwzględnieniem chrztu. Szczególne znaczenie ma św. Maurycy ukazany tu w pełni splendorze rycerskim stroju, w prawej dłoni dzierży miecz, w lewej ręce tarczę – od pocz. XII w. główny patron Rzeszy. Cesarz Otton I posiadał dwie najważniejsze relikwie męczennika – tzw. vexillium Sancti Maurici – chorągiew którą ukazywano wiernym podczas największych świąt kościelnych, oraz włócznię – swego rodzaju insygnium cesarskie, co za tym, wręczenie przez cesarza repliki włóczni władcy nowego państwa oznaczało jego pełną suwerenność, przykładowo miało to miejsce na Zjeździe Gnieźnieńskim w roku 1000. Święty Maurycy w tym dziele ma głowę nakrytą koroną – odwołuje się to zarówno do fundatora dawnej katedry jak trzeciej relikwii Ottona I – tzw. relikwiarz mówiący – głowy św. Maurycego, który także był koronowany.
Ponadto katedra magdeburska była miejscem ceremonii, już po śmierci Ottona I. Na jego nagrobku kładziono zgromadzone przez miejscowych duchownych relikwie, na wysokości głowy cesarza kładziono wspomniany relikwiarz głowy św. Maurycego. Katedra pełniła ważną rolę w dobie średniowiecza jako memorium – miejsce pamięci (tut. o cesarzu). Aspekt kommemoratywny był powszechny już od sztuki bizantyjskiej, idea ta najlepiej się rozwinęła w dobie wieków średnich, przede wszystkim w sztuce sakralnej, zarówno jak w architekturze, jak w sztukach plastycznych, zwłaszcza w rzeźbie. Architektura i wystrój katedry zawierają de facto od strony treściowej bogaty program polityczny i kościelny, które wzajemnie się przenikają.

### Rzeźby patronów katedry
W części wschodniej prezbiterium przy arkadach prowadzącej do ambitu znajdują się dwie figury przedstawiające św. Maurycego oraz św. Katarzynę. Są to przykłady tzw. drugiego cyklu figuralnego, wykonanego dla katedry w połowie XIII w.
Św. Maurycy, Murzyn, ukazany jest jednocześnie jako rycerz i kapłan. Ubrany jest w długą kolczugę i rycerski fartuch. Głowę ma nakrytą czepcem kolczym, który częściowo zasłania uśmiechniętą twarz. Wystająca zza kolczugi alba sugeruje kapłański i misyjny charakter patrona Magdeburga. Prawdopodobnie w ręce trzymał chorągiew lub włócznię – atrybuty świętego. Zachowała się w dużej części polichromia, głównie na twarzy. Święta Katarzyna odziana jest w długie zwiewne szaty, naśladuje w swojej pozie i wyrazie twarzy stojącego naprzeciwko św. Maurycego. Aby dodać harmonii twarzy nadano nieco egzotyczny charakter, zarówno jak w karnacji, jak modelunku włosów.
Pewne podobieństwa do powyższej grupy ma znajdująca się w północno-wschodniej części ambitu Grupę Zwiastowania. Datowane na połowę XIII wieku rzeźby Archanioła Gabriela i Marii ustawione są wtórnie, niemniej nawiązują do diagonalnej w rzucie kompozycji. Silnie podkreślona gestykulacja, dynamiczne i głęboko modelowane fałdy szat kontrastują z delikatnością emanujących radością twarzy.

### Rajskie Wrota

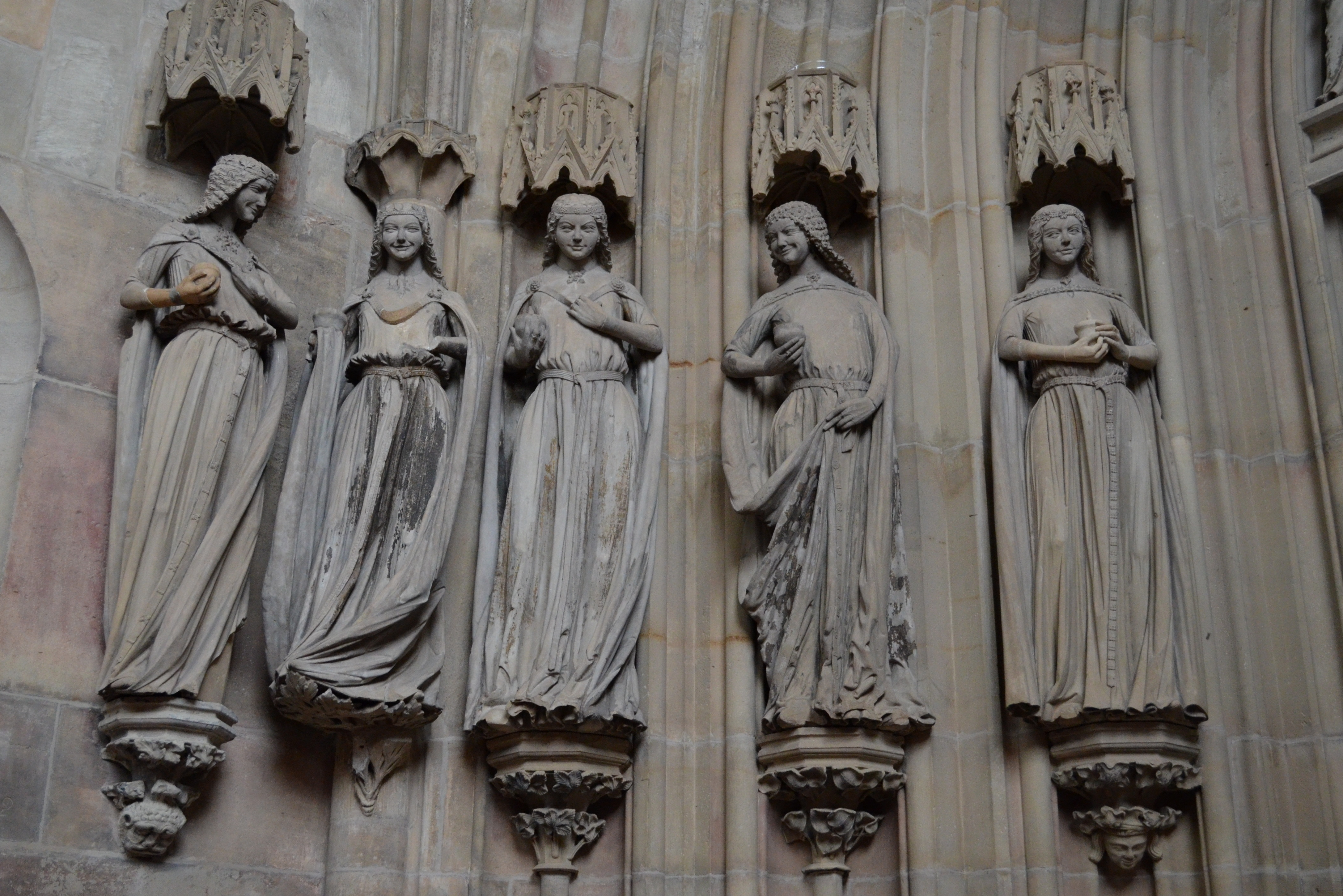
Panny Mądre

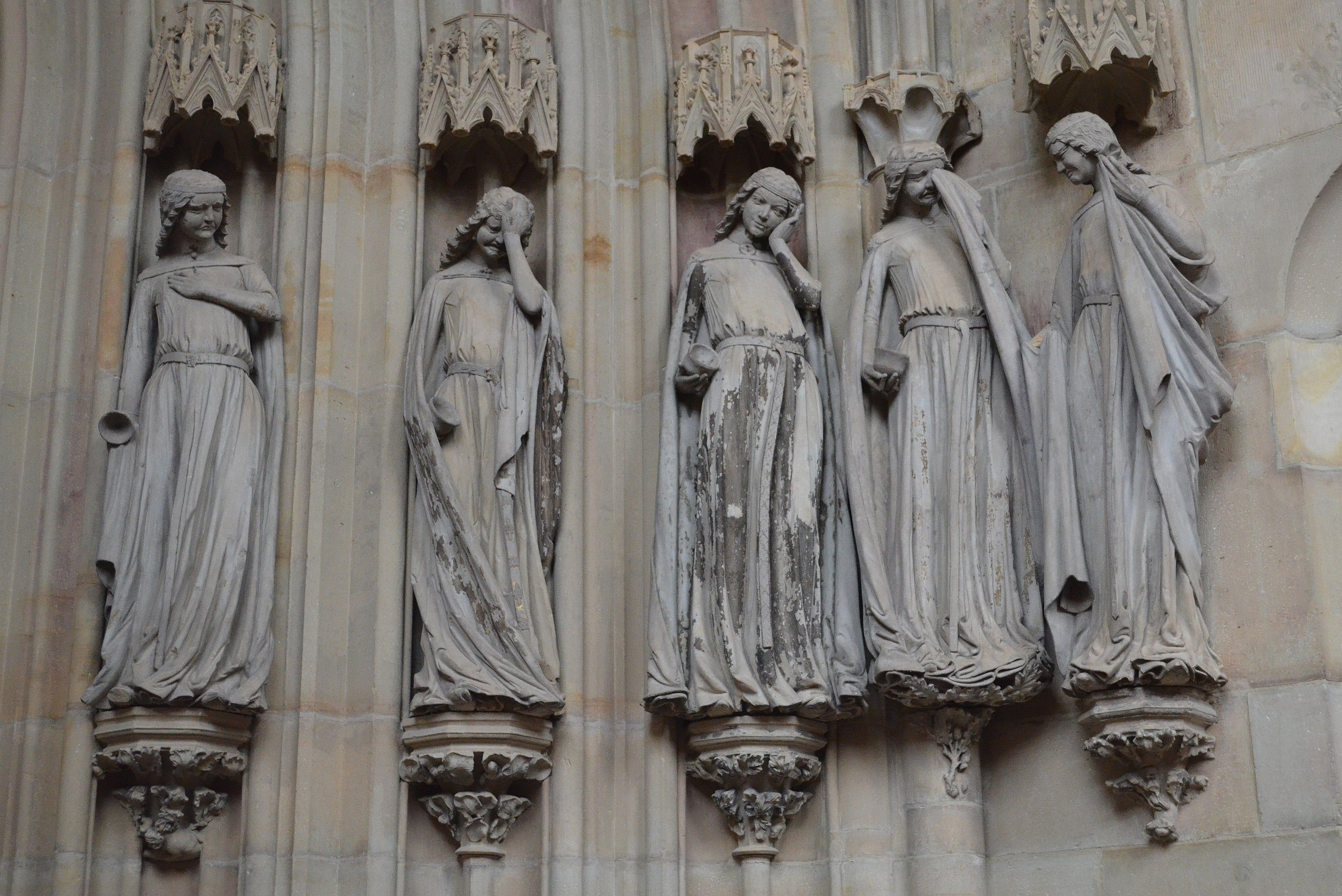
Panny Głupie

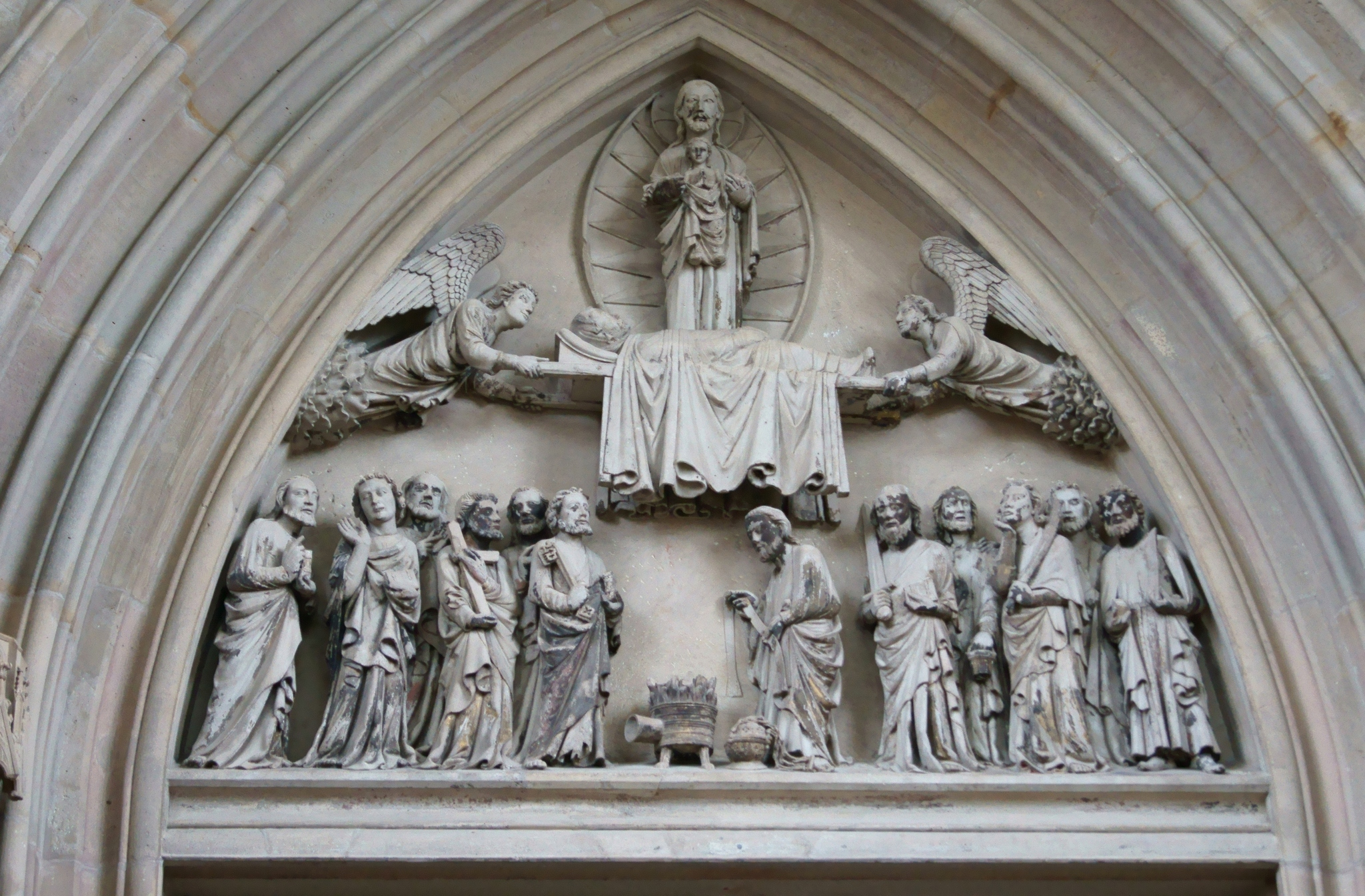
Tympanon

Dojrzały gotyk reprezentują przede wszystkim zespół rzeźb z Rajskich Wrót (Paradiespforte) – znajdujących się wewnątrz północnej kruchty. Na tympanonie są ukazane sceny Zaśnięcia i Wniebowzięcia NMP, oraz umieszczone wtórnie na ościeżach portalu Panny Mądre i Panny Głupie. Pierwotnie zdobiły dawną przegrodę chórową oddzielającą kościół na część kapłańską i świecką. Biblijne Panny ubrane są w długie, zwiewne szaty o masywnych fałdach. Twarze postaci są nacechowane realizmem, choć również jednocześnie została tu podkreślona siła wyrazu. Uśmiech na twarzach Panien Mądrych jest mocno wyeksponowany, co lekko idealizuje twarze, w przypadku Panien Głupich na twarzach widać grymas, brzydotę, graniczącą niemal z groteską. Od strony formalnej zdradzają podobieństwa do XII-wiecznego cyklu figuralnego znajdującego się w katedrze w Bambergu. Do północnej ściany kruchty przylegają pełnoplastyczne figury Eklezji i Synagogi.

### Rzeźba sepulkralna
Katedra kryje bogaty zespół rzeźby średniowiecznej, zarówno jak monumentalnej jak architektonicznej.
Najstarszymi tego typu zabytkami są dzieła plastyki sepulkralnej, pochodzące z okresu romańskiego – brązowe płyty nagrobne z płaskorzeźbionymi postaciami arcybiskupów: Fryderyka Wettyna (zm. 1152) oraz Wichmana (zm. 1192). Będąc już przy rzeźbie nagrobnej, należy wymienić późniejsze dzieła: nagrobek arcybiskupa Ottona z Hesji (zm. 1361), kunsztownie rzeźbiony cenotaf Edyty (zm. 946) – późnogotycki, datowany na 1510 z postacią cesarzowej na tumbie i rodziny pary cesarskiej na ścianach bocznych, bogatym programem heraldycznym i wyszukaną dekoracją ornamentalną, czy brązowy nagrobek tumbowy Ernsta z Saksonii (zm. 1513).

### Figury w Grobie Pańskim
Cennymi dziełami plastyki wczesnogotyckiej są datowane na połowę XIII-wieku dwie pełnoplastyczne figury postaci znajdujących się wewnątrz Grobu Pańskiego – 12-bocznej wczesnogotyckiej rotundy umieszczonej przy jednym z filarów międzynawowych. Ukazane en face postaci siedzą na tronach, odziane są w długie szaty, w rękach trzymają atrybuty. Kobieta trzyma w prawej ręce otwarta księgę, mężczyzna krąg sferyczny, a w nim 19 kuli. Figury cechuje daleko posunięta idealizacja. W starszej literaturze postaci te kojarzono z cesarzem Ottonem I i małżonką Edyty jako personifikacje: Władcy Świata – trzymający „model” kosmosu i Eklezji-Kościoła, przedstawiającą otwartą Biblię. Obecnie postaci te interpretuje się jako mistyczną parę Chrystusa i Eklezji.

### Pozostałe przykłady

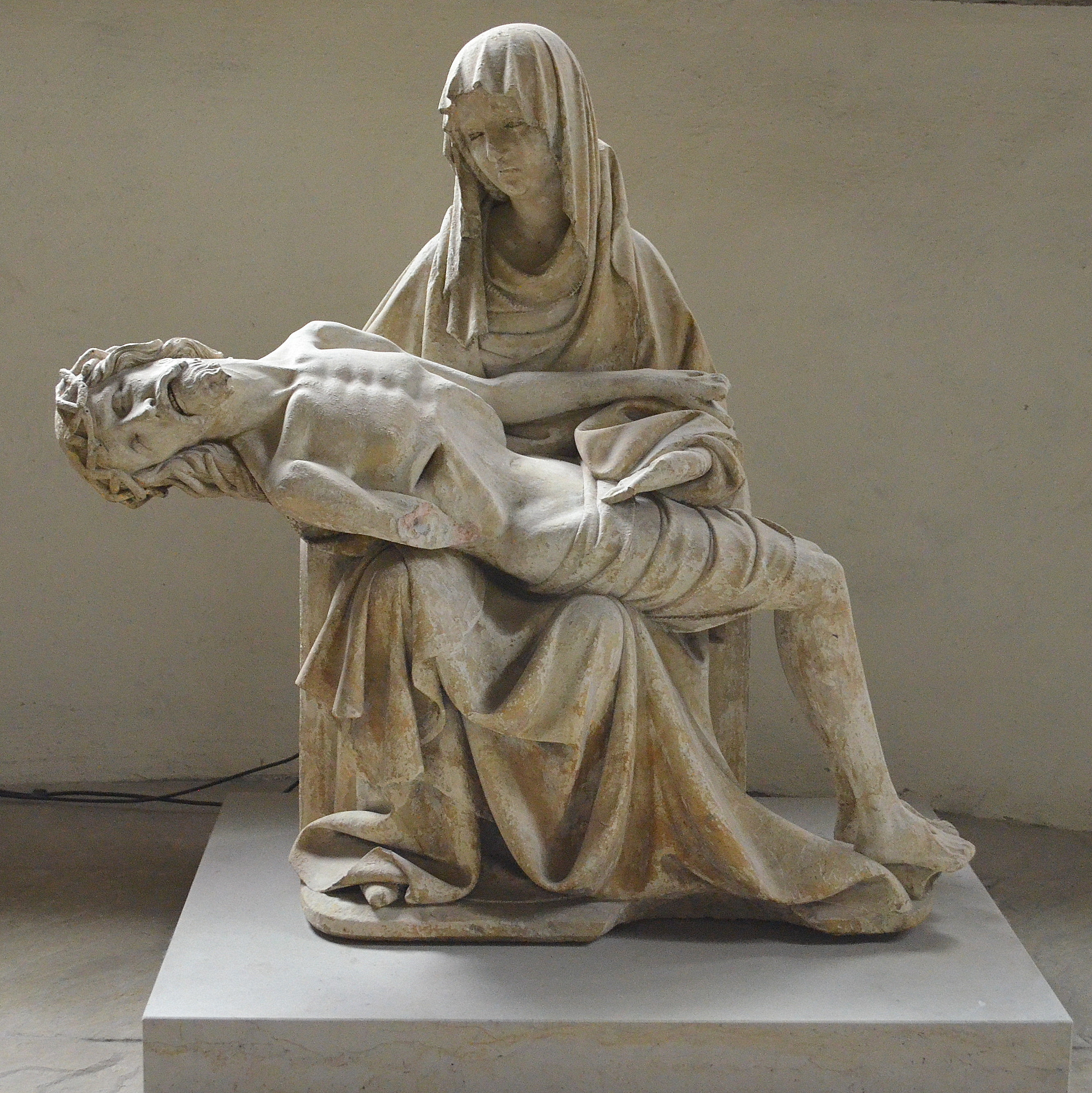
Gotycka Pieta

Ponadto w katedrze znajdują się m.in. dwie rzeźby Madonny z Dzieciątkiem, drewniana z ok. 1300 r. oraz kamienna, w typie Madonny Triumfującej (depcze bestie), Pietà z 1390, przykład stylu pięknego, portal z tympanonem ze sceną Noli me tangere i przedstawienie Marii Magdaleny ze św. Piotrem i św. Janem Ewangelistą, drewniane stalle w prezbiterium oraz znajdujące się w krużgankach retabulum przedstawiające Ukrzyżowanie i Świętych, m.in. św. Jadwiga Śląska. Do późnogotyckiej rzeźby zalicza się m.in. pełnoplastyczną XV-wieczną rzeźbę Marii z Dzieciątkiem.
Po przejęciu świątyni przez gminę luterańską powstało wiele cennych dzieł sztuki, przede wszystkim kazalnica wykonana w 1590 przez Christopha Kapupa. W różnych częściach zachowały się epitafia, w formie nawiązującej do niderlandzkiego manieryzmu.

## Dzwony

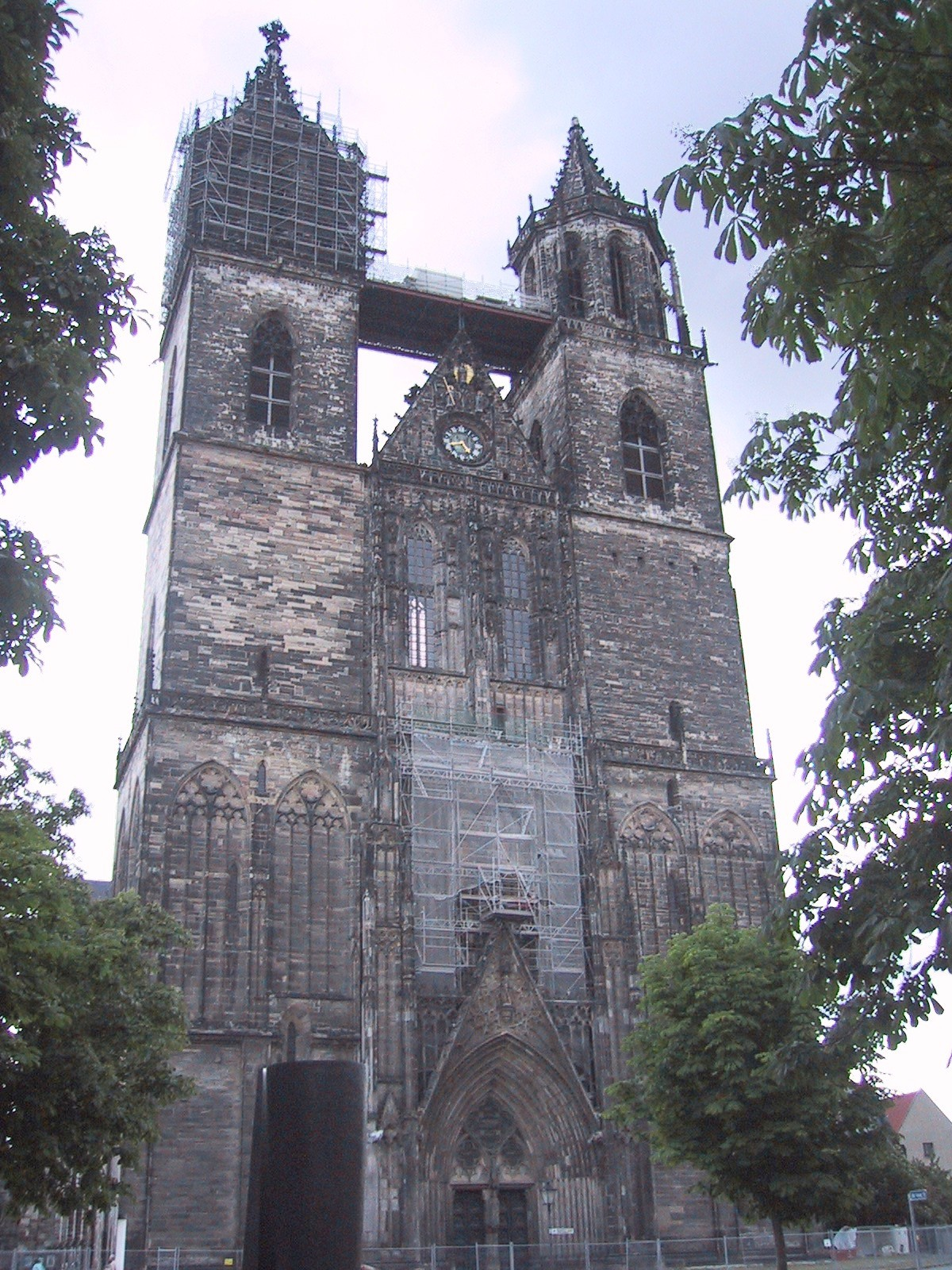
Fasada zachodnia

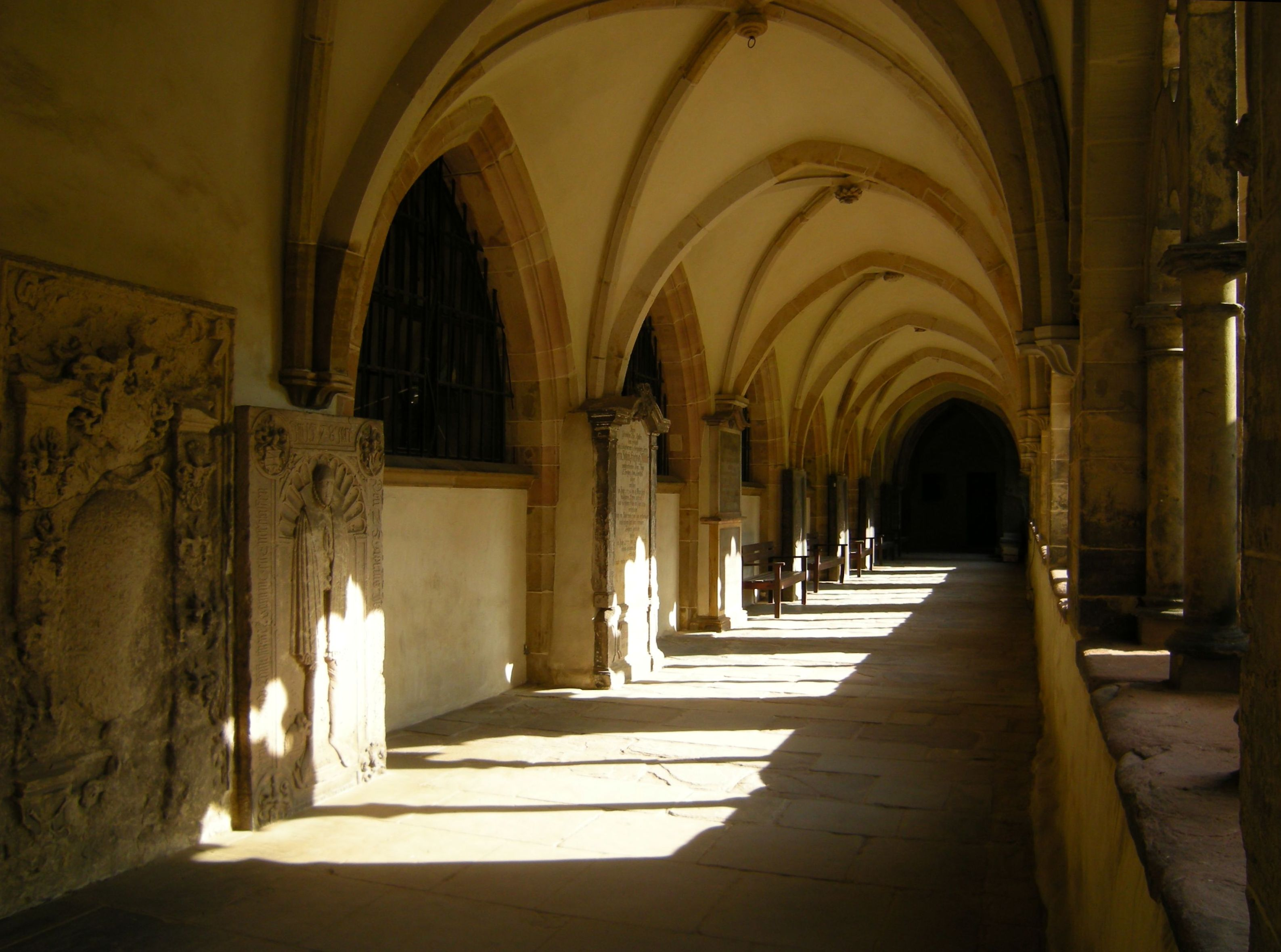
Krużganki w przykatedralnym monasterium kanonickim

Do dziś w wieżach katedry zachowało się 5 dzwonów:
| Lp. | Nazwa      | Dźwięk | Waga (kg) | Średnica (mm) | Data odlania | Ludwisarz               |
| 1   | Susanna    | e0+6   | 8800      | 2464/2470     | 1702         | Johannes Jacobi, Berlin |
| 2   | Apostolica | b0+5   | 4980      | 1938/1945     | 1690         | Jacob Wenzel, Magdeburg |
| 3   | Dominica   | h0+6   | ca. 2600  | 1619/1625     | 1575         | Eckart Kucher, Erfurt   |
| 4   | Orate      | e²+1   | ca. 200   | 665           | 13.Jh.       | nieznany                |
| 5   | Schelle    | f1-1   | ca. 1500  | 1359          | 1396         | nieznany                |